# Puerto Las Palmas
Puerto Las Palmas es una localidad y puerto argentino sobre el río Paraguay, en la Provincia del Chaco. Administrativamente depende de Las Palmas, en el departamento Bermejo, a unos 8 kilómetros.
Desde 2018 cuenta con un muelle de 140 metros sobre el río para la operación con barcazas con contenedores y a granel. La obra debe extenderse hasta los 200 metros, incluye una defensa costera y seis torres de 35 metros de altura para la iluminación. En el puerto se embarcará la producción regional como arroz elaborado, oleaginosas, cereales y cultivos industriales.

## Economía
Además del puerto de reciente construcción, la pesca deportiva representa una actividad importante, realizándose de forma regular torneo de pesca embarcada. También se encuentra la toma de agua del acueducto que abastece a La Leonesa, Las Palmas y General Vedia.

## Vías de comunicación
Su principal vía de comunicación es la Ruta Provincial 56, que la une por un camino de tierra con la localidad de La Leonesa y desde esta por pavimento hasta la Ruta Nacional 11. Como parte del proyecto integral del puerto se prevé la pavimentación de los 14 kilómetros de tierra. En noviembre de 2020 se iniciaron los trabajos de pavimentación que se prevé terminen en marzo de 2022, así como también el de un playón para los contenedores.